# Tycho Colleen
Sven Tycho Colleen, född 24 mars 1871 i Boteå församling, Västernorrlands län, död 11 oktober 1937 i Trollhättan, var en svensk jurist och politiker (högern).
Colleen avlade hovrättsexamen 1894 och blev 1914 häradshövding i Flundre, Väne och Bjärke domsaga. Som riksdagsman var han ledamot av första kammaren från 16 april 1936 till 1937, invald i Älvsborgs läns valkrets.